# Pastorale in Fa maggiore, BWV 590
La Pastorale in Fa maggiore, BWV 590, è una composizione per organo di Johann Sebastian Bach. Composta circa nel 1710, è un unicum nella produzione organistica del compositore.

## Storia e composizione
L'opera, divisa in quattro movimenti, è comunemente attribuita al periodo "giovanile" del compositore (circa il 1710: Bach aveva grossomodo venticinque anni e viveva a Weimar). È stata alternativamente definita una pastorale o una suite pastorale ed è l'unico pezzo di questo genere composto da Bach all'organo.
Una teoria di Marco Ruggeri, organista e professore di organo al Conservatorio di Brescia, invece, evidenzia le similitudini della piéce con i versetti del Vangelo secondo Luca, 2:15-20, e la struttura numerica interna; la Pastorale è quindi assegnata agli anni 1735-40, a ridosso della composizione dell'Oratorio di Natale.

### Primo movimento
Il primo movimento, in Fa maggiore, è quello che dà anche il titolo all'intera opera, essendo stato definito "Pastorella" dallo stesso Bach. Basato su un tema in Fa maggiore, si dipana attraverso la tonalità dominante (Do maggiore) e la sottodominante (Si bemolle maggiore) e anche la relativa minore (Re minore); non conclude però tornando alla tonalità di partenza, bensì nella tonalità vicina di la minore (con una cadenza perfetta).

### Secondo movimento
Il secondo movimento è un Adagio in Do maggiore, bipartito, ed è stato definito da Griepenkerl un'Alemanna, il terzo un'Aria e il quarto e ultimo una Giga.

### Terzo movimento
Il terzo movimento è in Do minore ed è basato su una variazione del tema dell'Adagio. Il canto è ora trattato come un "solo accompagnato", in frasi ampie, ed è ricco di ornamenti.

### Quarto movimento
Il finale, un Allegro in Fa maggiore, è anch'esso bipartito: la prima conclude alla dominante, la seconda è retta dal rovesciamento del tema, che conduce a nuove variazioni e alla conclusione.